# Menes de Pela

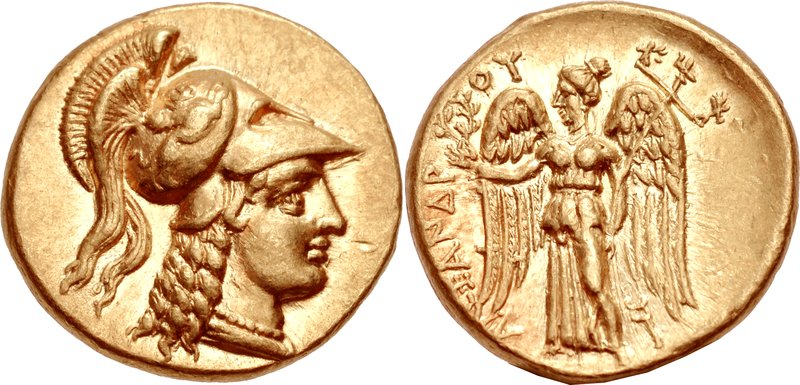
Acuñación de Alejandro Magno 336-323 a. C., ceca de Tarsos, acuñada bajo Balacros o Menes, alrededor de 332/1-327 a.

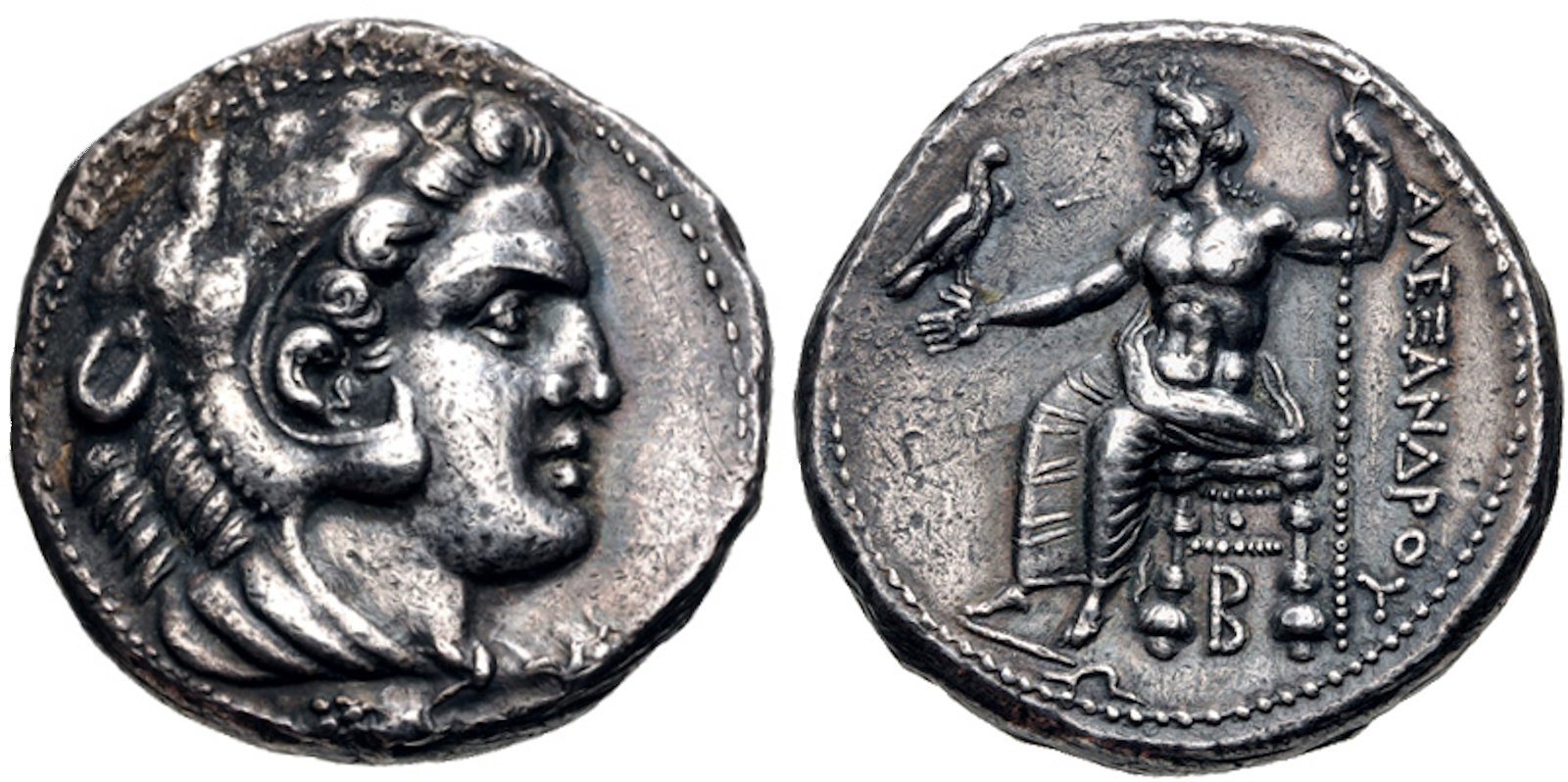
Acuñación de Alejandro Magno acuñada bajo Balacros o Menes ,alrededor del 333-327 a.

Menes de Pela (en griego antiguo: Μένης), hijo de Dionisio, fue uno de los oficiales griegos de Alejandro Magno; y después de la Batalla de Issos (333 a. C.) fue admitido por el rey para formar parte de sus somatophylakes, en el lugar de Balacro, quien fue ascendido a la sátrapa de Cilicia.
En el 331 a. C., después de que Alejandro ocupara Susa, envió a Menes al Mediterráneo para tomar el poder de Siria, Fenicia y Cilicia, confiándole a la vez 3000 talentos, una parte de los cuales debía enviar a Antípatro para su guerra contra los lacedemonios.  Era un Hiparco, y en esta posición, pudo haber sido responsable de supervisar la administración ya existente hasta Cilicia. Apolodoro de Anfípolis se unió a él en este mando.
Emitió monedas, a menudo con su inicial "M".
Se desconoce su sucesor, y su posición puede haber sido solo temporal, para administrar el territorio conquistado en el oeste mientras Alejandro hacía campaña más al este.